# CHDK
Le logiciel libre sous licence GPL Canon Hack Development Kit (CHDK) fut initialement développé par Andre Gratchev. Il permet d'apporter un nombre important de fonctionnalités à la plupart des compacts de la marque Canon, sans en modifier le micrologiciel natif.

## Installation
L'installation consiste simplement à copier quelques fichiers sur la carte mémoire SD, et à lancer l'application en complément du micrologiciel.

## Fonctionnalités
Les possibilités des appareils photos sont alors décuplées. En plus de fonctions directes ajoutées telles que l'enregistrement en format raw, leur développement dans le boîtier, l'affichage d'histogramme en temps réel, l'outrepassement des limites des réglages prévues par le constructeur (sensibilité, vitesse, ouverture), la lecture de fichiers textes, la configuration des grilles et même des jeux ; les appareils dotés de ce micrologiciel deviennent programmables. 

Les langages UBASIC et LUA permettent en effet de piloter l'appareil. De nombreux scripts sont disponibles sur la page officielle du projet, permettant par exemple la détection de mouvement ou des bracketings personnalisés ou des intervallomètres. Il est possible de piloter son appareil via un cordon branché sur son port USB.
Un forum de discussion permet à la communauté utilisant CHDK d'interagir.

## Portabilité
De nombreux appareils photo Canon sont supportés. Les micrologiciels natifs de chaque appareil ont été obtenus soit par des méthodes utilisant des logiciels, soit en exploitant le clignotement d'une LED de l'appareil photo comme un port série optique.

## Voir Aussi
- Magic Lantern, firmware pour les appareils reflex Canon.